# Heteropoda armillata
Heteropoda armillata är en spindelart som först beskrevs av Tord Tamerlan Teodor Thorell 1887.  Heteropoda armillata ingår i släktet Heteropoda och familjen jättekrabbspindlar. Inga underarter finns listade i Catalogue of Life.